# Rivière Romaine
Rivière Romaine är ett vattendrag i Kanada.   Det ligger i provinsen Québec, i den östra delen av landet, 1 000 km nordost om huvudstaden Ottawa.